# Patrocle di Crotone
Patrocle di Crotone o Patroclo (in greco antico: Πατροκλῆς o Πάτροκλος?, Patroklí̱s o Pátroklos; Crotone, ... – Crotone, ...) è stato uno scultore greco antico, figlio di Catillo.

## Biografia
Fu noto per aver realizzato, in onore di Apollo, una statua in legno di bosso con il capo dorato dedicato ad Olimpia dai locresi zefiri; realizzò in seguito anche le statue di Epiciride e di Eteonico, situate all'interno del recinto del Tempio di Delfo.